# Elfenau

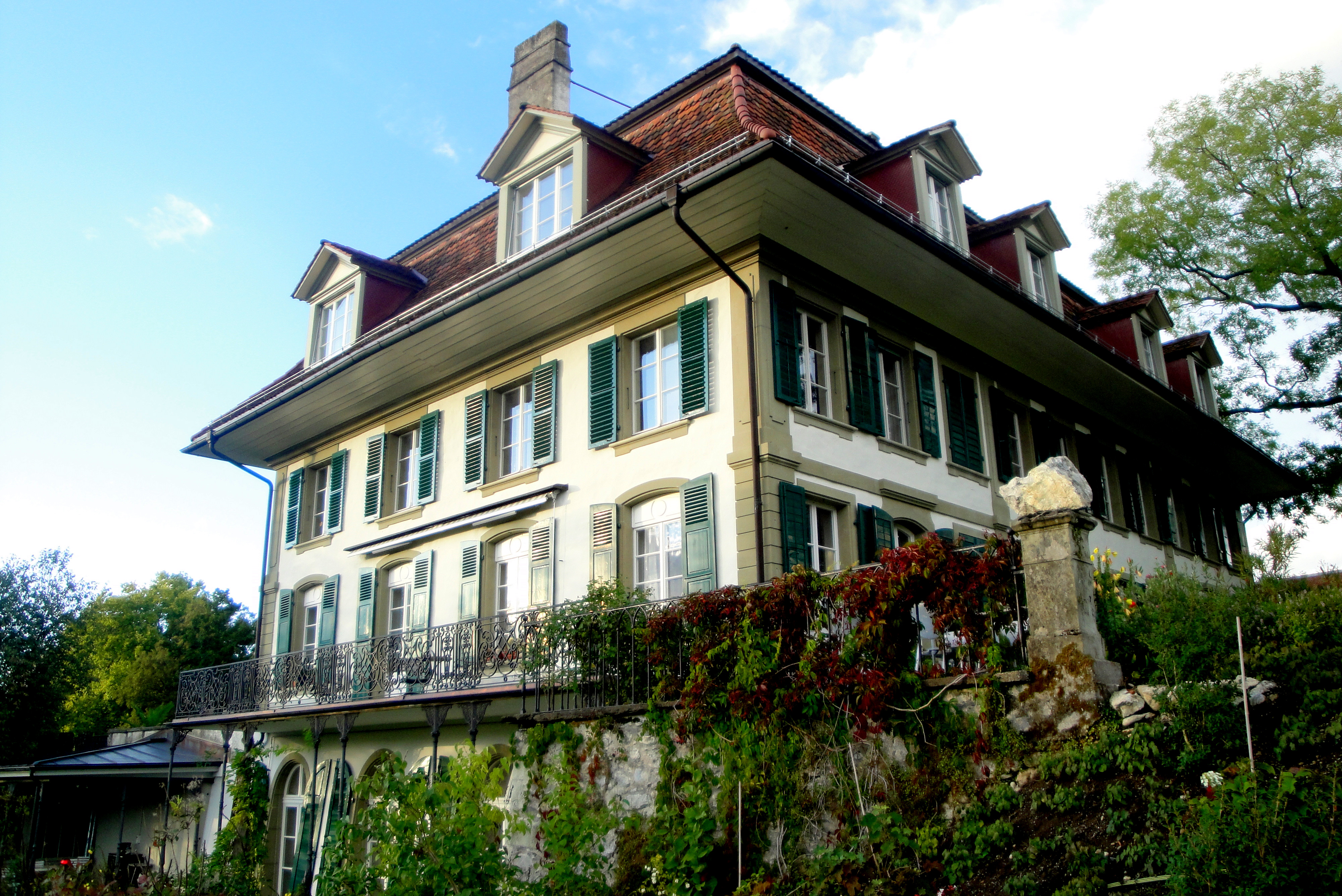
Die Campagne Elfenau (2011).

Die Elfenau 1821, dargestellt von Gabriel Lory

Die Elfenau ist eine Parkanlage und Campagne am Ufer der Aare in Bern (Schweiz).

## Geschichte und Nutzung

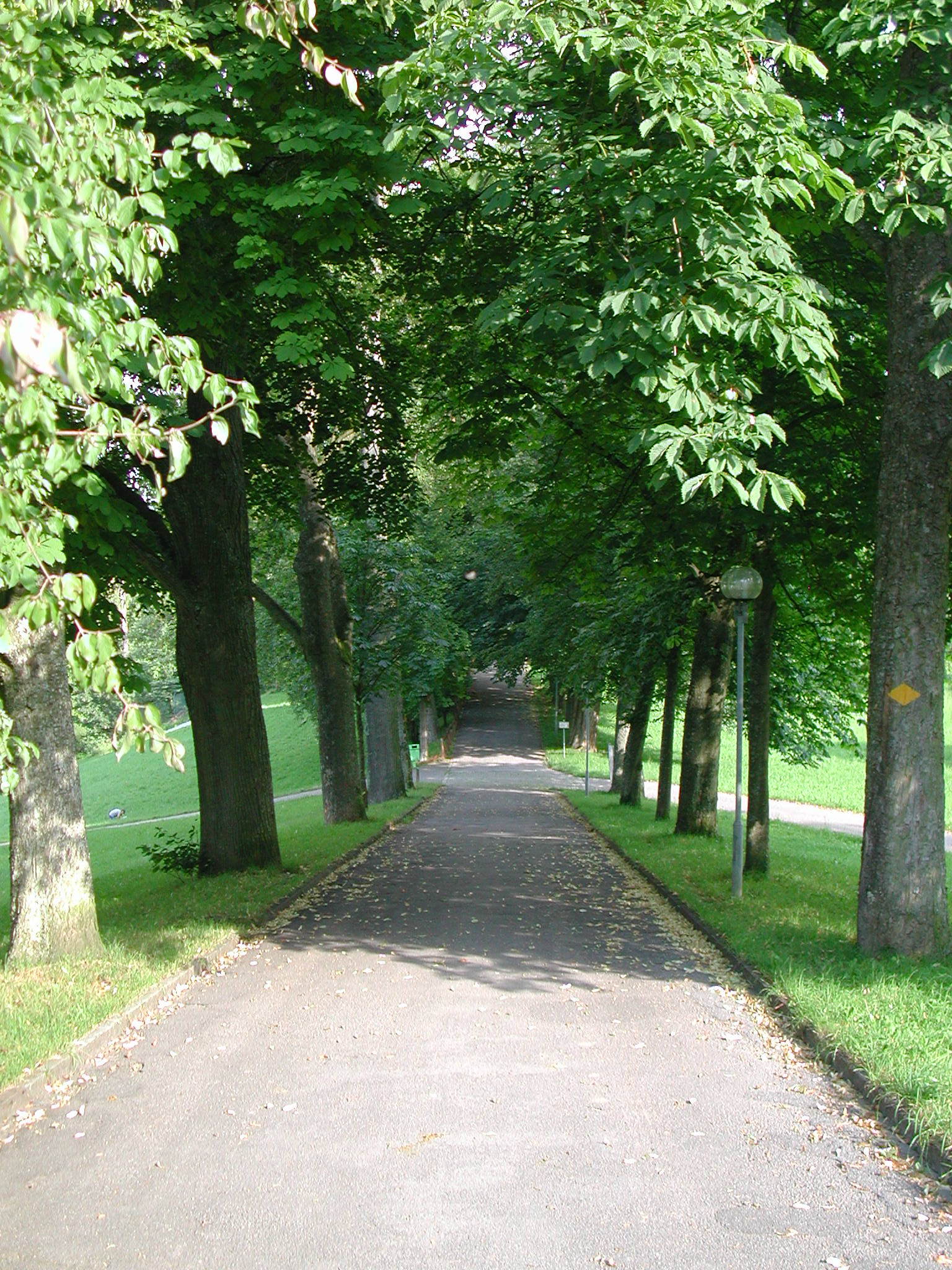
Eine Allee im Elfenaupark

Seit 1285 befand sich auf dem Gebiet der heutigen Elfenau das Frauenkloster zu Brunnadern. Um 1780 wurde das alte Riegelhaus abgebrochen und durch den Neubau der heutigen Herrschaftsbauten ersetzt. Den an die Fabelwesen der Elfen erinnernden Namen erhielt es 1816 von der emigrierten russischen Grossfürstin Anna Feodorowna (1781–1860), die das zuvor Brunnaderngut genannte Grundstück mitsamt dem 1735 erbauten Landhaus 1814 käuflich erworben hatte. Sie liess das Gut mit Hilfe von Rudolf Abraham von Schiferli im Empirestil umbauen und durch Johann Heinrich Ohlendorff einen englischen Park anlegen, empfing dort ihre Verwandten, die bessere Berner Gesellschaft, die russische Kolonie und zahlreiche ausländische Diplomaten.
Zudem wurden eine Scheune und eine Kutschenremise gebaut, letztere erhielt später als Anbau eine Orangerie. Die Scheune, umgangssprachlich grosse Orangerie genannt, dient heute als Ausstellungs- und Konzertlokal. Die Kutschenremise mit Orangerie, umgangssprachlich kleine Orangerie genannt, dient im Sommer als Café mit Künstleraustellungen.
1918 ging die Elfenau an die Stadt Bern über, und 1928/29 wurde dort die Stadtgärtnerei (heute Stadtgrün Bern) eingerichtet. 
Aus gartenhistorischer Sicht ist die Parkanlage Elfenau einer der wichtigsten Englischen Landschaftsparks der Schweiz aus dem frühen 19. Jahrhundert. Sie ist im Schweizerischen Inventar der Kulturgüter als national bedeutende Anlage aufgeführt.  Das Naturreservat an der Aare steht unter nationalem und kantonalem Schutz.

### Literarische Bearbeitungen
- Therese Bichsel: Grossfürstin Anna, Flucht vom Zarenhof in die Berner Elfenau, Bern 2012, ISBN 978-3-7296-0851-1 (Roman)
- John Le Carré: Smiley’s People. Hodder & Stoughton, London 1979, ISBN 0-340-24704-5.
  - deutsch: Agent in eigener Sache. Hoffmann & Campe, Hamburg 1980, ISBN 3-455-00817-8.